# Hal Willner

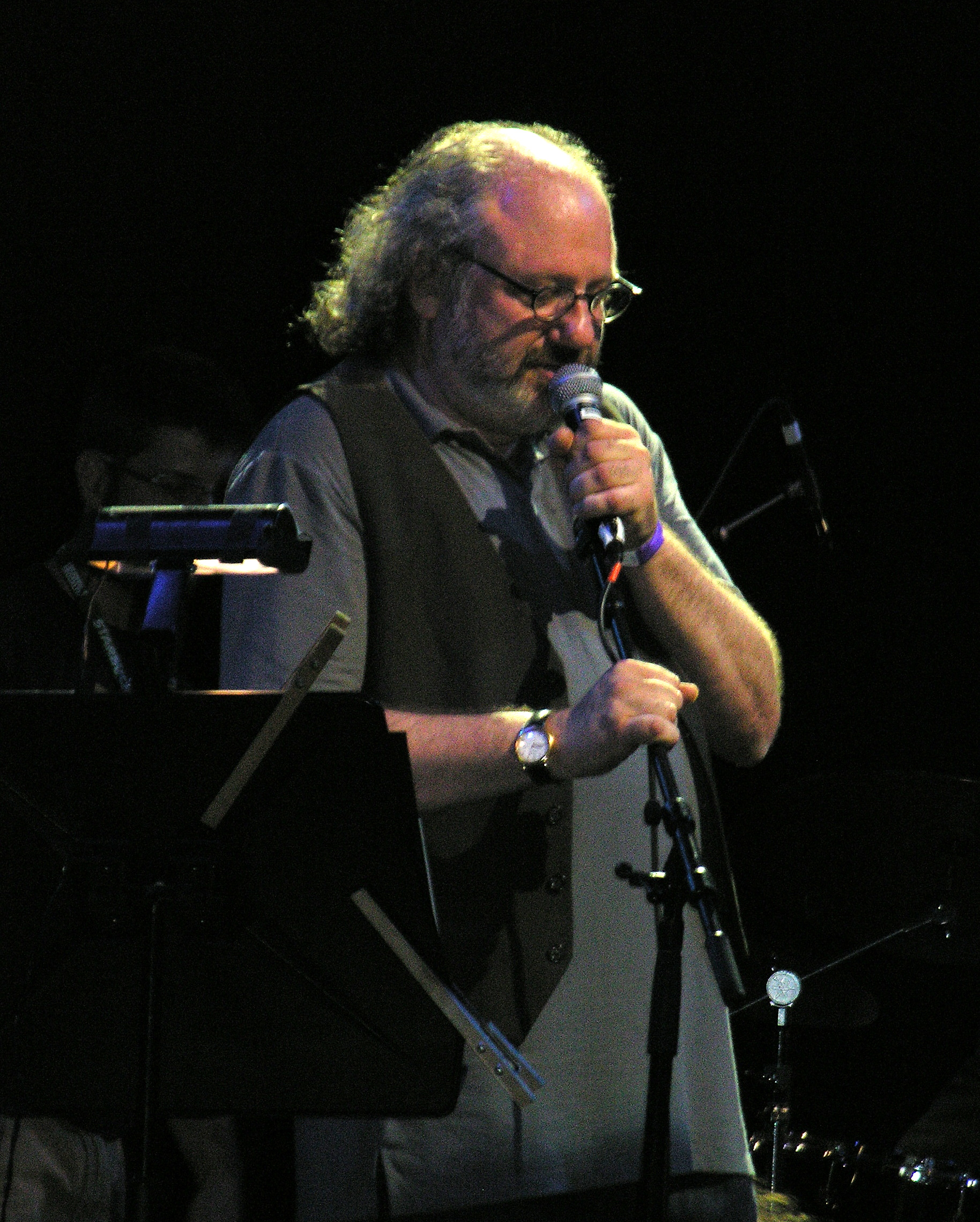
Hal Willner (2007)

Hal Willner (* 6. April 1956 in Philadelphia; † 7. April 2020 in New York City) war ein US-amerikanischer Musikproduzent, der vor allem aufgrund seiner genre-übergreifenden Tributalben und Tributkonzerte bekannt geworden ist.

## Leben und Wirken
In den 1970er Jahren arbeitete er als Assistent von Joel Dorn. 1981 war er als Musik-Supervisor von Saturday Night Live tätig. Auch war er der Produzent des Fernsehprogramms Sunday Night von David Sanborn. Willner richtet seine Interessen ebenso auf Theater- und Filmmusik wie auf Jazz- und Rockmusik und die zeitgenössische Klassik. Seit 1981 veröffentlichte er eine Serie von Tributalben, auf denen er Musiker aus Jazz, Rock und Avantgarde zusammenführte, so dass Elvis Costello auf Bill Frisell oder Harry Nilsson auf Arto Lindsay trafen. Weiterhin war er für die Soundtracks von Robert Altmans Filmen Short Cuts und Kansas City verantwortlich; für den letztgenannten Film erhielt er 1996 den Los Angeles Film Critics Association Award für die beste Filmmusik. Im Jahr 2000 führte er Musiker wie Bono und Brian Eno für die Einspielung des Soundtracks zu Wim Wenders’ Film The Million Dollar Hotel zusammen.
Willner produzierte auch Alben für Marianne Faithfull, Lou Reed, Bill Frisell, William S. Burroughs, Gavin Friday, Lucinda Williams, Laurie Anderson, Allen Ginsberg, Gary Lucas die Jazz Passengers oder Spanish Fly.
Er starb im April 2020 während der COVID-19-Pandemie in New York City im Alter von 64 Jahren an den Folgen einer SARS-CoV-2-Infektion.

## Tributalben
- 1981: Amarcord Nino Rota beschäftigt sich mit der Musik des italienischen Filmkomponisten Nino Rota für Federico Fellini und enthält Interpretationen von Wynton and Branford Marsalis, Carla Bley, Muhal Richard Abrams, Bill Frisell, Steve Lacy, Jaki Byard und Debbie Harry.
- 1984: That’s The Way I Feel Now: A Tribute to Thelonious Monk enthält Beiträge von Musikern in der Spannbreite von John Zorn über Dr. John bis hin zu Chris Spedding und Peter Frampton.
- 1985: Lost in the Stars: The Music of Kurt Weill. Diesmal waren Musiker von Tom Waits über Lou Reed und Todd Rundgren bis hin zu Charlie Haden beteiligt.[4]
- 1988: Stay Awake: Various Interpretations of Music from Vintage Disney Films. Dieses Album enthält Interpretationen von Melodien aus den Disneyfilmen im Spektrum von Sun Ra über Yma Sumac und Los Lobos bis hin zu Michael Stipe oder Ringo Starr.
- 1992: Weird Nightmare: Meditations on Mingus ist ein Tributalbum für Charles Mingus, das Interpretationen von dessen Musik mit so unterschiedlichen Musikern wie Vernon Reid, Henry Rollins, Keith Richards, Henry Threadgill und Diamanda Galás enthält.
- 2005: Stormy Weather: The Music of Harold Arlen. Das Album geht auf ein Fernsehfeature von Larry Weinstein zurück und enthält Auftritte von Rufus Wainwright, Debbie Harry, David Johansen, Eric Mingus und Sandra Bernhard.
- 2006: Rogue’s Gallery: Pirate Ballads, Sea Songs, and Chanteys.
- 2006: The Harry Smith Project: Anthology of American Folk Music Revisited.
- 2013: Son of Rogues Gallery: Pirate Ballads, Sea Songs & Chanteys.
- 2020: Angel Headed Hipster, The Songs of Marc Bolan & T. Rex.

## Live-Tributkonzerte (Auswahl)
- 1991: Greetings from Tim Buckley
- 2005: Leonard Cohen: I’m Your Man Dokumentarfilm von Lian Lunson über Willners Tributkonzert Came So Far For Beauty für Leonard Cohen
- 2006: Rogue’s Gallery: Pirate Ballads, Sea Songs, and Chanteys Doppelalbum mit Interpreten von Bono bis Van Dyke Parks.
- 2006: The Harry Smith Project: Anthology of American Folk Music Revisited. Mit Aufnahmen von Konzerten aus London (1999), Brooklyn (1999) und Los Angeles (2001).
- 2008: Stay Awake at St. Ann’s Warehouse in Brooklyn, NYC[5]
- 2011: Hal Willner’s Freedom Riders Project (Brooklyn)[6]
- 2011: Shelebration: The Works of Shel Silverstein (New York)[7]
- 2013: Hal Willner’s Amarcord Nino Rota (London, Barbican Centre; New York, Lincoln Center, 2018)[8]
- 2016: The Bells: A Day Long Celebration of Lou Reed (New York)[9]

## Lexigraphische Einträge
- Wolf Kampmann (Hrsg.), unter Mitarbeit von Ekkehard Jost: Reclams Jazzlexikon. Reclam, Stuttgart 2003, ISBN 3-15-010528-5.